# Timur Khoja
Timur Khoja fou un kan de l'Horda d'Or vers 1362, esmentat només a les cròniques russes a menys que fos la mateixa persona que Kutlughbeg o Kutlugh Timur.
Pel seu afegit de Khoja seria un descendent de Tuka Timur (Togha Temur), un germà de Batu Khan. Les cròniques russes l'esmenten com l'assassí de Mahmud Khizr excepte la crònica de Troitzki, que dona com a assassí el seu germà Murad Khoja. Sembla que les cròniques russes ignoren el breu regnat de Merdud Khan (fill de Mahmud Khizr) i és possible que fos a aquest al que va assassinar. Al mateix temps es coneixen unes monedes que esmenten a Kildibeg i poc després apareix Murad Khoja, germà de Timur Khoja.
Tot i que és gairebé desconegut Howorth pensa que podria ser la mateixa persona que Kutlugh Timur, germà de Saricha, el fill d'Urang Timur; el 1333 un exèrcit tàtar va envair Polònia sota el comandament de Kudlubeg (en realitat Kutlughbeg), Demetri i Kaizibeg i el Kutlughbeg d'aquesta campanya era sens dubte la mateixa persona que Kutlugh Timur que tenia per tant una posició rellevant a la cort d'Uzbeg Khan i és esmentat com un dels notables de Crimea en el tractat amb els venecians del mateix any; això fa que sigui molt probablement descendent de Tuka Timur i que fos el germà de Saricha. Pels serveis donats a Uzbeg Khan fou nomenat governador de Coràsmia. Von Hammer en un lloc considera al governador de Krim i al de Khwarezm dues persones diferents mentre en un altre els fa la mateixa persona; Howorth accepta la segona hipòtesi. Mirkhond diu que Kutlugh Timur va morir el 1335 però Howort ho considera una data errònia perquè l'assimila al Cotloboga o Kutlughbeg testimoniat a un diploma de Janibeg i al Kutlugh Timur, senyor de Sorgat, que s'esmenta ocupant una posició destacada en el tractat amb Venècia de 1358, posició que seria la de governador de Khwarezm. Un Mamat Khoja es diu que era el seu nebot (no consta que fos fill de Saricha) i Howorth l'identifica amb Mamai. La identificació dels dos Tuglugh sembla improbable, perquè si Tuka Timur va morir vers 1270 (en el millor dels casos abans del 1280), Tuglugh Timur tindria el 1258 no menys de 90 anys.
Khuandemir esmenta a Tughluk Timur Khan com a successor de Tughai o Toghai i diu que fou el seu fill. Si com suggereix Howorth, aquest Tughai fou fill de Saricha i net de Tuka Timur, seguint a Abu l-Ghazi Khan seria germà de Tokul Khoja Oghlan; Abu l-Ghazi diu que Tokul tenia un germà més petit de nom Tulek Timur i aquest Tulek Timur d'Abu l-Ghazi i el Tughluk Timur Khan de Khuandemir serien la mateixa persona. Un altre gernà fou probablement el Tawlubeg que fou enviat per Uzbeg Khan com enviat a Rússia el 1339 i l'esmentat com Taughly Tuli Bai per Abdul Ghassar com a primer ministre de Berdibeg, instigador del parricidi comès per aquest (generalment però esmentat com Tughlukbeg) que apareix altre cop a un diploma dels venecians amb el nom de Tolobei o Tobbei, sent senyor de Tana i que va morir poc després que el seu senyor el 1358. A les cròniques russes Timur Khoja és citat com a fill i assassí de Mahmud Khizr Khan, però no queda clar si és la mateix persona que Tughluk Timur, i de fet el fill i assassí de Khizr Khan fou Merdud Khan que difícilment podria ser el mateix personatge que Tughluk Timur i/o que Timur Khoja. Es van encunyar algunes monedes amb el seu nom a Nova Sarai datades el 762 (novembre del 1360 a octubre del 1361).
Timur Khoja hauria estat eliminat pel temnik o general Mamai que en aquest temps va agafar el control efectiu de l'estat que hauria posat al tron a Murad Khoja, germà de Timur.

## Nota
1. ↑  Howorth no diu si amb el nom de Timur Khoja o de Kutlugh Timur